# Републикански път III-862
Републикански път IIІ-862 е третокласен път, част от Републиканската пътна мрежа на България, преминаващ по територията на Пловдивска и Смолянска област. Дължината му е 51,3 km.
Пътят се отклонява надясно при 7 km на Републикански път II-86 южно от квартал „Коматево“ на град Пловдив и се насочва на югозапад. При село Първенец напуска Горнотракийската низина и по долината на Първенецка река (десен приток на Марица) започва изкачване в Родопите. Преминава през село Храбрино, а след разклона за село Бойково напуска долината на Първенецка река и продължава по долината на десния ѝ приток Ситовска река. След като премине през село Лилково асфалтовата настилка свършва и на протежение от 13,7 km до село Чуруково представлява горски (полски) път. В този си участък пътят преодолява билото на родопски рид Чернатица, навлиза в Смолянска област и по долината на Чуруковска река (десен приток на Въча), след като премине през село Чуруково слиза до село Михалково, където се свързва с Републикански път III-866 при неговия 75 km.
| Пътища, отклоняващи се надясно (населено място, № на пътя, посока на пътя) | km   | Пътища, отклоняващи се наляво (посока на пътя, № на пътя, населено място) |
| -------------------------------------------------------------------------- | ---- | ------------------------------------------------------------------------- |
| Община Пловдив, Област Пловдив, II-86, 7 km, кв. „Коматево“ →              | 0    | → кв. „Коматево“, 7 km, II-86, Област Пловдив, Община Пловдив             |
| Община Родопи                                                              | 0,7  | Община Родопи                                                             |
| (за с. Брестовица) общински път, с. Първенец ←                             | 3,7  | → с. Първенец, общински път (за с. Марково)                               |
| с. Храбрино                                                                | 7,6  | → с. Храбрино, общински път (за с. Извор)                                 |
|                                                                            | 9,2  | → общински път (за с. Дедово)                                             |
|                                                                            | 14,6 | → общински път (за с. Бойково)                                            |
|                                                                            | 23,1 | → общински път (за с. Ситово)                                             |
| с. Лилково                                                                 | 30,5 | с. Лилково                                                                |
| Община Девин, Област Смолян                                                | 37,9 | Област Смолян, Община Девин                                               |
| с. Чуруково                                                                | 44,2 | с. Чуруково                                                               |
| (до 210,3 km на I-8) III-866, 75 km, с. Михалково ←                        | 51,3 | ← с. Михалково 75 km, III-866 (от кв. „Устово“ на гр. Смолян)             |